# 怪奇物語 (第二季)
美國的科幻恐怖電視劇《怪奇物語》第二季的標題取作《怪奇物語2》（英語：Stranger Things 2），於2017年10月27日在串流媒體服務平台Netflix首播。本劇由杜夫兄弟創作，並由薛恩·李維和丹·科恩執行製作。
該季的主演除了薇諾娜·瑞德、大衛·哈伯、芬恩·伍法德、米莉·芭比·布朗、伽塔·马塔拉佐、迦勒·麥羅林、諾亞·施納普、莎蒂·辛克、娜塔莉亞·戴爾、查理·希頓、喬·奇瑞、戴克·蒙哥馬利、卡拉·布歐諾、辛·艾斯丁和保羅·萊瑟，布瑞特·吉爾曼、琳妮雅·貝瑟森、馬修·莫汀和普莉亞·弗格森也擔任該季的配角。與上一季相比，第二季獲得了高度正面的評價，尤其是在故事、角色發展、製作成本、視覺效果、演技（尤其是哈伯、布朗、施納普、奇瑞和艾斯汀）以及更陰暗的風格方面。

## 劇情
獲救的威爾經過一年調整，卻依然被一年前的陰影所影響，之後行為舉止開始變得詭異。威爾的親朋好友們開始想盡辦法幫助他時，得知他們生活的世界跟顛倒世界的抗爭並未結束。

## 演員和角色

### 主要演員
- 薇諾娜·瑞德 飾演 喬絲·拜爾斯[2]

- 大衛·哈伯 飾演 吉姆·哈普[2]

- 芬恩·伍法德 飾演 麥克·威勒[3]

- 米莉·芭比·布朗[3] 飾演 11號（英语：Eleven (Stranger Things)）[3]

- 伽塔·马塔拉佐 飾演 達斯汀·亨德森[3]

- 迦勒·麥羅林 飾演 路卡斯·辛克萊[3]

- 諾亞·施納普 飾演 威爾·拜爾斯[3][4]

- 莎蒂·辛克 飾演 麥克絲·梅費德[4]

- 娜塔莉亞·戴爾 飾演 南西·威勒[3]

- 查理·希頓 飾演 強納森·拜爾斯[3]

- 喬·奇瑞 飾演 史帝夫·哈靈頓[4]

- 戴克·蒙哥馬利 飾演 比利·哈格夫[4]

- 卡拉·布歐諾（英语：Cara Buono） 飾演 凱倫·威勒[5]

- 辛·艾斯丁 飾演 巴布·紐比

- 保羅·萊瑟 飾演 山姆·歐文斯

### 常設角色
- 琳妮雅·貝瑟森（英语：Linnea Berthelsen） 飾演 卡莉／8號

- 喬·克雷斯特（英语：Joe Chrest） 飾演 泰德·威勒

- 凱薩琳·科廷（英语：Catherine Curtin） 飾演 克勞蒂雅·亨德森

- 普莉亞·弗格森（英语：Priah Ferguson） 飾演 埃莉卡·辛克萊

- 布瑞特·吉爾曼 飾演 莫瑞·鮑曼

- 切斯特·拉什林 飾演 湯米·哈根

- 藍迪·海文斯 飾演 史考特·克拉克

- 羅伯·摩根（英语：Rob Morgan (actor)） 飾演 凱文·鮑威爾

- 約翰·保羅·雷諾斯（英语：John Paul Reynolds） 飾演 菲爾·卡拉漢

- 雀西·塔瑪吉 飾演 卡蘿

- 馬修·莫汀 飾演 馬丁·布倫納[6]

## 集數
| 總集數 | 集數 （季） | 標題                      | 導演          | 編劇               | 上線日期       |
| --- | ----------- | ------------------------- | ------------- | ------------------ | -------------- |
| 9 | 1           | 第1章：瘋狂麥克絲         | 杜夫兄弟      | 杜夫兄弟           | 2017年10月27日 |
| 1984年10月28日，五位蒙面男女在匹茲堡進行一幢入室搶劫殺人後，受到大量警車圍捕，團夥中的一名黑人女孩對後方警察製造隧道塌方的幻覺才讓他們成功逃跑，而她的手臂上則紋有「008」三個數字。在霍金斯小鎮，威爾失蹤事件過去將近一年，回歸現實的威爾時不時會「發作」、看見顛倒世界的幻象。當初和政府談好“條件”且跟所有人簽過保密協議的警長哈普，會固定帶他去霍金斯實驗室檢查身體有無異狀。而受政府派遣掌管實驗室的科學家山姆·歐文斯，會對依然附在牆上的傳送門進行焚燒，以防止蔓延出來的物質繼續滋生。達斯汀和路卡斯結識一位新搬來的女同學麥克絲，其會溜滑板和高超遊戲水平馬上引起他們注意。麥克絲的繼哥比利則新轉入高中裡，成為前校園風雲人物的史蒂夫的勁敵。南西仍然處於失去好友芭芭拉的內疚感裡，得知芭芭拉的父母採取各種方式尋找她們的失蹤女兒，即使知道真相卻難以啟齒。麥克也因為與11號的分別而陷入悲傷、焦躁，一年下來每天試圖用無線電呼叫11號卻一無所獲。夜裡，威爾起床時再次發作進入幻象，走出門時看見一團紅色風暴，發現風暴中站著一隻巨大無比、長有觸手的「黑色生物」。不為人知的是，哈普搬入森林中的一棟小木屋陪伴他收留將近一年的11號，與她共同生活並開始讓她學習語言等知識。                |             |                           |               |                    |                |
| 10 | 2           | 第2章：不給糖就搗蛋，怪胎 | 杜夫兄弟      | 杜夫兄弟           | 2017年10月27日 |
| 一年前，11號將魔王消滅後掉回顛倒世界中，但幸運地靠之前魔王進入學校走廊的傳送門返回現實世界，剛要回麥克家卻從窗戶看見他正在遭受政府官員盤問；深知自己的存在會為他帶來危險，11號被迫逃跑至樹林裡獨自生存數日。在今日，霍金斯小鎮慶祝萬聖節，哈普拒絕讓11號裝扮跑出去要糖，之後開始調查小鎮各個南瓜田中的南瓜都均腐爛發黑的詭異現象，經過調查發現除了南瓜以外，附近其他農作物和樹木都均已枯死或凋零。南西開始考慮對芭芭拉的父母透漏一年前的真相，但史蒂夫仍然認為洩漏事情會使政府找上門。當晚，喬絲和她的新男友巴布·紐比在家約會時，威爾、麥克、達斯汀和路卡斯身穿捉鬼敢死隊的服裝在街上要糖，同時邀請麥克絲加入行列。威爾拿著巴布的攝影機拍過程時，突然間再次發作陷入幻象中，而這次巨大生物則是近距離出現在他面前；麥克找到躲在牆角的威爾後便送他回家，並從他口中得知幻象中的生物。同時，南西和史蒂夫參加同學舉辦的私人萬聖節派對時，南西因為愧疚而喝個大醉、狠狠斥責史蒂夫後使他離開，而南西則被強納森接回家。因為哈普沒有及時回家，11號試圖靠電視天線以及她的能力來和麥克進行“精神溝通”卻沒成功。要糖結束的達斯汀回家時，卻在自家門外的垃圾桶中找到一隻神秘小生物。                         |             |                           |               |                    |                |
| 11 | 3           | 第3章：蝌蚪               | 薛恩·李維     | 賈斯汀·達寶        | 2017年10月27日 |
| 萬聖節過後，巴布送威爾上學途中跟他講述自己兒時的相似痛苦經歷，告知他要學會面對才能戰勝恐懼。南西發現她得罪史蒂夫後，決定和強納森合作揭露真相，於是用電話和芭芭拉的父母約在隔天見面。哈普持續調查南瓜腐爛事件，突然發現腐爛擴散範圍的中心點是實驗室，於是要求歐文斯帶隊去採集樣本。達斯汀在自家垃圾箱裏所尋獲的類似蝌蚪之小生物，將他的愛吃的三劍客巧克力棒喂給牠後，將牠取名為達太安、簡稱「達達」（Dart），並將其秘密帶到學校試圖詢問這是什麼生物。威爾想起他一年前曾經從嘴裡吐出過相似生物，並在昨晚幻象裡聽到過牠的叫聲，於是研判該生物來自顛倒世界。與此同時，11號自從一年前被哈普找到，被他安置在其祖父的森林小屋中生活一年，如今受不了被過度保護而外出去找麥克。在家中的喬絲檢查巴布的攝影機時，從裏面拍到的錄像中發現威爾發作時的巨大生物影子。這時，達達逃跑至學校中不見，麥克等人只好分頭尋找，於體育館尋找的麥克受不了麥克絲始終跟著他們，和她的爭論卻被來到門外的11號誤以為他們倆在調情而失望離去。威爾在一間廁所裏找到達達，但在牠的驅使下掉進顛倒幻象並面對巨大生物。威爾採取巴布的建議而勇敢面對牠時，生物卻將某種黑色物質灌入威爾的體內。                                        |             |                           |               |                    |                |
| 12 | 4           | 第4章：智者威爾           | 薛恩·李維     | 保羅·迪克特        | 2017年10月27日 |
| 威爾於現實中在朋友們和趕到學校的喬絲的叫喊下恢復清醒，隨後被喬絲帶回家，對母親坦白自己於發作時經歷的事情。11號於深夜趕回家後因中途曾被一對母女看見，險些暴露存在而與哈普發生激烈爭吵，哈普當場切斷電視線作為懲罰。隔天早上，喬絲發現威爾變得不對勁，全身發冷卻不肯進熱水浴缸，還聲稱「牠」喜歡寒冷。當哈普前來觀察狀況時，威爾拿蠟筆畫出一系列塗鴉來表述，哈普和喬絲合作將所有圖畫拼湊起來後，發現圖畫類似迷宮或路線圖。哈普從近期調查的農作物和植物大範圍枯死的案件，推論出圖畫其實是四通八達的「藤蔓」。強納森和南西來到和芭芭拉父母約好的公園等待時，卻先被政府人員抓到後帶回實驗室，歐文斯向兩人展示傳送門，聲稱他們為了不讓蘇聯等其他國家政府發現這件事而只能想辦法掩蓋；強納森和南西暗中用錄音機錄下他的話，兩人被放走後立刻離開小鎮去公開事實。在家的11號無意間翻出哈普收藏的實驗室文件，在當中找到自己母親泰莉·艾芙斯的資料，試圖用收音機天線和她溝通卻無法聯絡到她。達斯汀偷偷將尋獲的達達帶回家繼續飼養，但他隔天卻發現達達已經蛻皮並逃出籠子，不但吃掉家裡的寵物貓，嘴部甚至變成「魔神」的樣子。哈普獨自回到南瓜田往下挖，最後挖出並進入一條佈滿颠倒世界物質的地道。             |             |                           |               |                    |                |
| 13 | 5           | 第5章：挖掘               | 安德魯·史丹頓 | 潔西·尼克森-洛佩茲 | 2017年10月27日 |
| 地道中的哈普接觸到某種液體而昏過去，入口也自動封起來使他被困於其中。威爾於夢境裡預見到哈普被困而告知喬絲，但喬絲無法探究藤蔓圖的意思。這時趕到她家裡探望的巴布，從圖中的一些認識的景標才發現這是一張對應小鎮的地圖，最後靠比例尺查出哈普的所在地。另一邊，強納森和南西去見一位追尋小鎮內幕的陰謀論者莫瑞·鮑曼，莫瑞聽完他們的錄音後雖然證實推論，但也預測到大眾和媒體是不會相信這種“無稽之談”，於是想到用修改部分細節的方法來增加故事的可信度，更改成“芭芭拉接觸到實驗室的某種毒氣而死”。路卡斯為了博取麥克絲的信任，對她坦白一年前所有事情經過，但麥克絲認為過於荒唐而想眼見為實。達斯汀將達達關入家中地下室後，因為夥伴們都無回應，他只好找沿路巧遇的史蒂夫幫忙。11號找到母親的居住地後首次見到阿姨貝琪，發現母親坐在椅子上不停地背誦相同的幾個詞語。她通過精神溝通探查母親的記憶，瞭解到泰莉當初試圖闖進實驗室救她，但卻被抓到後被布倫納本人實施過大腦電擊療法才精神錯亂；而11號也隱隱約約在母親記憶裏注意到另一名黑人小女孩。喬絲等人趕到來到南瓜田發現地道入口後，下去成功拯救哈普，而實驗室的人員來到地道裡通過焚燒來控制，但這也導致和地道有某種“連結”的威爾開始全身抽搐、痛苦不已。 |             |                           |               |                    |                |
| 14 | 6           | 第6章：間諜               | 安德魯·史丹頓 | 凱特·翠弗利        | 2017年10月27日 |
| 威爾被緊急送往實驗室治療，眾人發現他全身無傷，只是感覺到身體痛苦。威爾最終穩定狀況卻出現失憶狀態，僅除喬絲和麥克以外其他人均不記得。歐文斯總結巨大生物通過某種“病毒”感染過威爾的腦部，如繼續摧毀地道會使和其有連結的威爾一同喪命。完成散佈事實的強納森和南西於莫瑞的住處度過一晚，兩人在此期間終於承認互相在意對方並深情接吻。他們倆於隔天回到家裡時，卻發現喬絲和威爾不在家，並找到滿牆的圖畫和家中有人到過的痕跡。達斯汀和史蒂夫發現鎖在地下室的達達已經再次蛻皮，並鑽地洞逃至森林。兩人便深入森林沿路扔肉塊，試圖將牠吸引至廢車場進行捕捉。路卡斯同時接上麥克絲前來幫忙，眾人躲進加固過的廢校車後，麥克絲對路卡斯傾訴她一直忍受繼哥比利的冷酷與漠視，因為比利遭受父親的嚴苛對待要把她當出氣筒。不久，多隻與達達同類的怪物來到廢車場，使他們完全措手不及。然而，牠們突然似乎受到某種召喚，沒有繼續襲擊他們後集體離開。情況好轉的威爾協助實驗室人員指引地道中的“重要一處”，歐文斯便派保全隊下去地道查看，但該處不僅空無一物，保全隊還集體遭遇多數怪物襲擊而全部陣亡。所有怪物跟著地道往上爬入實驗室展開入侵，麥克才領略到是巨大生物將威爾當作「間諜」。                                    |             |                           |               |                    |                |
| 15 | 7           | 第7章：失落的姐妹         |               | 賈斯汀·達寶        | 2017年10月27日 |
| 11號查看母親的記憶後，查找到小时候和她在一起的女孩，於是離開泰莉家而搭車蒞臨芝加哥。在那裡，11號找到她的“姐姐”卡莉及其團夥成員，之前進行過匹茲堡的入室搶劫殺人。姐妹倆靠手臂上的數字紋路相認後，卡莉介紹她所得到的能力是在其他人眼裡製造錯覺，並開始教導11號用兒時遭受的種種苦難的「憤怒」作為導火線來增強她的念力。卡莉對煥然一新的11號講述，她近年來一直在尋找和布倫納有勾結的實驗室科學家與人員，將他們一個一個殺害以實施報復。在姐姐說服下，11號靠能力尋到當初協助布倫納對母親泰莉實施大腦電擊的技術員雷·卡羅，來到他的住處襲擊他後，雷苦苦哀求的時候透露布倫納其實還活著。卡莉試圖讓11號實施復仇，但雷家中的兩個女兒報警叫來警察，卡莉在11號不肯下手之餘試圖槍殺雷，但11號依然制止她開槍後集體逃離現場。逃回藏身倉庫後，卡莉對11號製造出布倫納的幻覺，希望借此能消除11號對他人的同情，而11號用能力突然感知到身在霍金斯實驗室中的哈普和麥克有危險。同一時間，警察找到並攻入她們的藏身倉庫，所有人逃到外面時準備開車逃亡。卡莉即使全力挽留11號，希望她能與其團隊共同進退，11號還是決定独自離開，搭巴士回到霍金斯小鎮，去拯救她心目中的「真正家人」。                                     |             |                           |               |                    |                |
| 16 | 8           | 第8章：奪心魔             | 杜夫兄弟      | 杜夫兄弟           | 2017年10月27日 |
| 實驗室受到怪物大軍的全面入侵，大多數保全和研究員都被殺害，眾人將身為間諜的威爾麻醉後集體躲至保安室裏。由於整棟大樓停電、出口又遭緊急反鎖，唯一懂電腦BASIC知識的巴布自告奮勇到地下室，重啟電源後開啟離保安室最近的出口。哈普帶著喬絲、麥克和威爾出去後，歐文斯留下來繼續指揮巴布，而被怪物追趕的巴布就快要逃出去之際，卻被多隻怪物襲擊而不幸喪生。趕到實驗室門口的強納森和南西剛好和史蒂夫一夥會合，眾人開車進去後接回哈普等人後，集體撤離回拜爾斯宅。喬絲因巴布之死而陷入崩潰，由於怪物威脅將會波及小鎮乃至其他地方，麥克想到只要殺死巨大生物「奪心魔」就能殺死所有「魔狗」（Demo-Dogs）。眾人將家中庫房重新裝潢隔離，好讓威爾不知道他身在何處，將威爾弄醒後拷問他如何殺死奪心魔。喬絲、強納森和麥克用親情和友情往事來勾起威爾的回憶，威爾表面上不配合、但內心意識還是靠打手指寫出摩斯密碼，交代唯一方法是「封閉大門」（CLOSE GATE），只要關閉傳送門就能隔絕奪心魔。然而，家中電話響讓威爾認出這是自己的家，讓奪心魔知道眾人的所在位置。為了應對即將到來的魔狗群，眾人圍成一圈做好防禦陣形。所幸的是，11號及時趕回到拜爾斯宅，靠她增強的念力殺死追來的魔狗並和眾人團圓。                                       |             |                           |               |                    |                |
| 17 | 9           | 第9章：門                 | 杜夫兄弟      | 杜夫兄弟           | 2017年10月27日 |
| 11號與眾人團聚後準備靠能力關閉大門，為了避免威爾會隨著關門一起喪命，喬絲、強納森和南西將威爾帶至哈普的森林小屋，靠壁爐等一系列生熱電器將病毒驅趕出威爾的身體，使威爾徹底恢復正常。哈普和11號回去實驗室，史蒂夫留下奉命看管麥克等人，但比利由於受父親威脅，闖進來打算強行帶麥克絲回家，史蒂夫為此遭受一頓痛打，麥克絲鼓起勇氣對比利注射麻醉藥制伏。於是，她們帶上史蒂夫回到南瓜田進入地道，靠倒油焚燒來引走圍在大門前的魔狗群。往入口撤離時，他們碰巧遇到達達，唯一和牠相處多時的達斯汀靠牠愛吃的巧克力棒才使達達分心而集體脫逃。喬絲她們帶威爾來到小屋，11號和哈普走進實驗室後找到腿受傷的歐文斯，將他安頓好後走入地下室、搭電梯來到大門口。哈普想辦法對付其他魔狗時，11號靠她長久以來所積累的憤怒作為動力，站在另一邊的奪心魔快要攻擊時成功將大門封閉，所有魔狗包括達達均死亡。一個月後，莫瑞流出的事實資訊導致實驗室被軍方查封，芭芭拉被安排適當的葬禮。退出實驗室工作的歐文斯為哈普提供11號的出生證明，將她命名為哈普的養女珍·哈普。聖誕舞會時，麥克和11號、路卡斯和麥克絲等所有人均以有舞伴的身份出席，哈普陪伴著孤獨的喬絲。開心的眾人並不知道，奪心魔仍然在顛倒世界裡注視著整間學校。 |             |                           |               |                    |                |

## 製作

### 開發
隨著第一季在2016年7月上線後廣受好評，人們開始猜測官方可能會續訂第二季。杜夫兄弟在最初的計畫中，《怪奇物語》僅是一部獨立的迷你影集或單元劇。他們也考慮過一個背景設定於1990年代初期的第二季（他們稱其為「續作」）的可能性，並以前作及全新的角色為特色，霍金斯再次發生離奇的事件之後，所有人都將返回並解決新的困境。
然而第一季播出後，他們意識到孩童角色的討喜程度是決定本劇成功與否的關鍵，因此他們決定將下一季的背景設定於1984年，並繼續聚焦在前作的角色身上。到了7月底，杜夫兄弟已經為本季制定了計畫，只要製片商同意亮起綠燈，Netflix的執行長里德·哈斯廷斯在8月初表示，這個公司「如果不續訂《怪奇物語》第二季的話，那就真的太蠢了」。2016年8月31日，官方宣布續訂第二季，預計會播出9集，將於2017年上架。杜夫兄弟表示第一季上線之前便已決定續拍第二季，這是關於第一季上架後等待一個多月宣布的決定。麥特·杜夫說道：「實際上，它最終奏效了，因為它已經達到如此狂熱的程度，我想這就是Netflix所希望的：做到底」。

### 劇本創作
第一季的成功讓杜夫兄弟在編劇室提出任何他們不致陷入絕望的想法。不過羅斯·杜夫在WGFestival 2022中表示，因為部分編劇提出非必要的想法，而他們也被迫放棄一些。剩餘未使用的構思將挪至第五季兼最終季的情節中。杜夫兄弟撰寫第二季的劇本時，希望與第一季的接軌乍看像是一部完整的作品，但如果它們被點亮綠燈，則意味著能夠為後續的劇情留下伏筆。雖然第二季大部分的情節動向早在第一季播出之前就已經決定，但杜夫兄弟還是根據第一季觀眾的反饋，對本季調整一些細節。他們知道本季不會像電視劇重新播出時那樣能夠帶來驚喜感的要素，且知道粉絲希望看到什麼樣的內容，但羅斯表示：「⋯⋯重點不在於取悅所有的觀眾。因為我覺得他們並非真的知道自己想要的是什麼」。
杜夫兄弟認為本季應該被視為「續作」而非上一季的延續，因此決定將本季命名為《怪奇物語2》。但Netflix認為此舉有些不妥，因為官方擔心這個片名聽起來像是一部電影的續作，但大多續作的評價往往都大不如前作，杜夫兄弟則指出也有電影續作的評價超越前作的例子，並對片名充滿信心。本季的預告片裡透露了一些分集的標題，目的是「為了給觀眾一點第二季的劇情走向暗示，但也會避免泄露更多細節」。麥特·杜夫表明有些分集的標題會更動，因為有些東西「我們不想全部放上來，因為我們感覺它會洩漏的信息太多了」，而且「人們很善於利用該死的網路」去找一些粉絲製作的「標題剖析視頻以深挖」字裡行間中暗藏的劇情線索。直至2017年10月上旬，杜夫兄弟才正式公佈本季前面6集最終定案的標題。

### 選角
2016年10月，官方宣布在第一季擔任常設演員的施納普和奇瑞提升成為第二季的主要演員，而莎蒂·辛克和戴克·蒙哥馬利將分別飾演麥克絲和比利成為主要演員。為了能夠得到這名角色，辛克在試鏡時告訴劇組她會直排輪和滑板，但實際上她真正會的為後者而非前者，多年後辛克也在參加《吉米夜現場》時表明她認為說謊會幫助她得到這名角色的原因，因為這兩件事與她所想像的不完全相同。瑞德、哈伯、沃夫哈德、布朗、馬塔拉佐、麥羅林、戴爾和希頓也將原班人馬回歸本季。西恩·艾斯汀飾演的巴布·紐比及保羅·萊瑟飾演的山姆·歐文斯也是本季主要角色的一部分。杜夫兄弟向Netflix推薦由保羅·萊瑟在本季中飾演歐文斯，並特別提及萊瑟曾在《異形2》中飾演伯克一角，提到對詹姆斯·卡麥隆本劇演員的選擇，羅斯說道：「卡麥隆認為人們天生就信任萊瑟，這將是一個轉折」。萊瑟的兒子是《怪奇物語》的粉絲，並使他的父親很早就欣賞本劇，因此當製作人員打電話給他的經紀人請求萊瑟飾演該角時，萊瑟對於將飾演此角感到很興奮。而新加入的常設角色是琳妮雅·貝瑟森飾演的卡莉／8號及布瑞特·吉爾曼飾演的莫瑞·鮑曼。

### 拍攝
2016年11月的第一周，劇組開始關於本季的席間談話。而在11月4日，官方在社交媒體的文章中宣佈確定籌備本季，並附著部分演員在餐桌旁的照片。
本季於2016年11月7日開機。2016年11月14日，官方發佈一張演員在亞特蘭大的照片，上一季大多數主要的兒童和青少年演員皆有入鏡，除了米莉·芭比·布朗及娜塔莉亞·戴爾，儘管戴爾現今仍飾演南西。飾演配角卡蘿的雀西·塔瑪吉也在現場。雖然在照片中未出現任何新演員，但在演員的預告片中可見到麥克絲和比利的名字，意味著新演員莎蒂·辛克和戴克·蒙哥馬利當天也在現場。
至2017年4月初，最後兩集已經開始拍攝，劇組亦在先前拍攝第一季的伍德蘭取景。本季於2017年6月3日正式殺青。

### 音樂
第二季的原聲專輯於2017年10月20日透過湖岸娛樂與侵入錄音（英語：Invada Records）以數位形式發行。原聲帶由電子樂隊生存樂隊的凱爾·迪森和麥可·史坦共同創作。關於配樂的創作方面，迪森和史坦共同表示本季的配樂引入「新式的音樂風格，同時還是會適時重新檢視舊有的風格⋯⋯我們創造出配合情節所需的全新要素，但還是盡可能效仿第一季的音樂風格」。原聲帶的第一首曲目在霍金斯漫步於10月12日發行。
與第一季的慣例類似，第二季同樣採用1980年代的音樂來帶給觀眾懷舊感，也進一步確立背景的設定。《怪奇物語2》共收錄超過50首曲目，其原始的發行期間為1936年至1985年。

## 發行
第二季每集片長約一小時，共播出9集，皆於2017年10月27日在Netflix上線，影像格式採用超高畫質的4K解析度和HDR。

### 市場營銷
第二季的預告片公佈其首播日期，並在第五十一屆超級盃期間播出。

### 怪奇物語外章
第二季播出後，Netflix上架一部由吉姆·瑞許主持的花絮節目《怪奇物語外章》（英語：Beyond Stranger Things）。此節目錄製杜夫兄弟、演員與影集的製作團隊一同討論劇情走向、幕後製作和宏大的世界觀。與Embassy Row先前製作如《閒話行屍》和《閒話絕命毒師》的節目不同的是，《怪奇物語外章》是讓觀眾看完本季後續看的。

### 影碟發行
第二季的藍光與DVD套裝於2018年11月6日由零售商目標百貨發行，套裝外形採復古的CBS/Fox Video VHS。
| 怪奇物語2 | | | | | | | |
| 影碟詳情 | 影碟詳情 | 特色附贈                                                                                           | 特色附贈                                                                                           | 特色附贈                                                                                           | 特色附贈                                                                                           | 特色附贈                                                                                           | 特色附贈                                                                                           |
| - 規格：杜比數位、藍光光碟、DTS、配音、NTSC格式、字幕、寬屏 - 語言/字幕：英語、西班牙語 - 2:1長寬比 - 9集／6碟裝 | - 規格：杜比數位、藍光光碟、DTS、配音、NTSC格式、字幕、寬屏 - 語言/字幕：英語、西班牙語 - 2:1長寬比 - 9集／6碟裝 | - 附贈一張紀念用明信片，其中記錄第二季的製作過程與幕後花絮。 - 套裝造型為舊式CBS-FOX VHS盒式磁帶。 | - 附贈一張紀念用明信片，其中記錄第二季的製作過程與幕後花絮。 - 套裝造型為舊式CBS-FOX VHS盒式磁帶。 | - 附贈一張紀念用明信片，其中記錄第二季的製作過程與幕後花絮。 - 套裝造型為舊式CBS-FOX VHS盒式磁帶。 | - 附贈一張紀念用明信片，其中記錄第二季的製作過程與幕後花絮。 - 套裝造型為舊式CBS-FOX VHS盒式磁帶。 | - 附贈一張紀念用明信片，其中記錄第二季的製作過程與幕後花絮。 - 套裝造型為舊式CBS-FOX VHS盒式磁帶。 | - 附贈一張紀念用明信片，其中記錄第二季的製作過程與幕後花絮。 - 套裝造型為舊式CBS-FOX VHS盒式磁帶。 |
| DVD | DVD | 區域1                                                                                              | 區域1                                                                                              | 區域2                                                                                              | 區域2                                                                                              | 區域4                                                                                              | 區域4                                                                                              |
| 發行日期 | 發行日期 | 2018年11月6日                                                                                      | 2018年11月6日                                                                                      | 待公布                                                                                             | 待公布                                                                                             | 待公布                                                                                             | 待公布                                                                                             |

## 迴響

### 收視率

#### 尼爾森收視率
尼爾森收視率記錄在美國境內透過電視觀看本劇的觀眾的收視數據，這些數據不包括行動設備、平板和電腦，亦不包括美國以外的觀眾。
| 集數 | 標題                      | 上線日期       | 三日收視人數                | 三日收視人數       | 參考資料 |
| 集數 | 標題                      | 上線日期       | 18-49歲觀眾收視人數（百萬） | 總收視人數（百萬） | 參考資料 |
| ---- | ------------------------- | -------------- | --------------------------- | ------------------ | -------- |
| 1    | 第1章：瘋狂麥克絲         | 2017年10月27日 | 11.0                        | 15.8               | [ 43 ]   |
| 2    | 第2章：不給糖就搗蛋，怪胎 | 2017年10月27日 | 9.6                         | 13.7               | [ 43 ]   |
| 3    | 第3章：蝌蚪               | 2017年10月27日 | 8.1                         | 11.6               | [ 43 ]   |
| 4    | 第4章：智者威爾           | 2017年10月27日 | 6.6                         | 9.3                | [ 43 ]   |
| 5    | 第5章：挖掘               | 2017年10月27日 | 5.6                         | 8.0                | [ 43 ]   |
| 6    | 第6章：間諜               | 2017年10月27日 | 4.5                         | 6.4                | [ 43 ]   |
| 7    | 第7章：失落的姐妹         | 2017年10月27日 | 3.7                         | 5.3                | [ 43 ]   |
| 8    | 第8章：奪心魔             | 2017年10月27日 | 3.4                         | 4.9                | [ 43 ]   |
| 9    | 第9章：門                 | 2017年10月27日 | 3.2                         | 4.6                | [ 43 ]   |

#### 其它統計
《鸚鵡娛樂分析》（英語：Parrot Analytics）將第二季評為2017年全球最受歡迎的網路電視劇，並被列入2019年度金氏世界紀錄。2017年8月，市場營銷分析公司Jumpshot確認本季在Netflix上架後的前30天觀看次數排行第七位，比《夜魔俠》第二季多得到約20%的觀眾收視。根據Jumpshot統計，此為觀看次數最多的季度。且Jumpshot「分析超過1億名消費者的在線上的點閱率」，並研究該公司在美國的會員的觀看活動，考慮到美國Netflix觀眾群至少觀看本季其中一集的相對數量。

### 評價
第二季在爛番茄上根據146條評論獲得94%的新鮮度，平均評比為7.86/10。站關鍵的共識為：「《怪奇物語》第二季緩慢的劇情鋪成在幽默和懷舊的甜蜜時刻與日益增長的驚悚間取得了平衡，這得歸功於本劇角色帶出的影響和耐人尋味的感覺，這真的很有效」。在Metacritic上，共33位評論家為第二季的加權平均分數給出78分（滿分為100），分數指標為「正面評論為主」。
雜誌《滾石》其中一篇評論中，記者大衛·菲爾稱讚第二季中角色的發展，甚至說它們比講述故事的部分更吸睛：「⋯⋯當你到達約翰·休斯式的結局時，校園的冬季舞會將許多鬆散的結局聯繫在一起了，你就會發現《怪奇物語2》不僅是一個關於孩子們摸索與成長的故事，而且這些部分都感覺比任何顛倒世界等奇怪的東西還要更有趣⋯⋯如果第二季與第一季有什麼不同，那就是現在這些角色感覺不像是他們走出外星人類型的故事，更像是真正的青少年，被觀眾看著且如同做夢一般」。
全國公共廣播電台的琳達·荷姆斯同樣讚揚本季角色的發展，並評論道：「原班人馬回歸的工作有很多值得感激的部分。達斯汀和路卡斯有更多的機會充實，尤其是路卡斯更受歡迎，在第一季中，他並沒有太多時間單獨展現他和達斯汀在由男孩們和11號組成所謂的「團體」中扮演的角色。但也許最出人意料的成功是身為他人男友的史蒂夫的舉動不過，這條線是為了讓他繼續突破障礙，有部分原因是讓他與除了南西以外的人還有一些互動」。荷姆斯同時也對本季表示質疑，指出情節的架構有些由第一季中複製過來，但以總體而言，儘管存在著某些缺失的部分，這類重複性的要素仍是能夠享受的。

### 其它影響
本劇最明顯的影響之一便是對Eggo鬆餅的需求量增加，因為它們在幾集中被證明是11號最喜愛的食物，並被作為本劇的代表元素。Eggo的生產公司家樂氏在第一季首播前並未參與製作，但受到了本劇市場營銷的影響。此後它為Netflix提供一個老式1980年代風格的Eggo電視廣告，使其在第二季期間的第五十一屆超級盃廣告中使用，並希望更頻繁參與跨界推銷。

## 外部連結
- 《怪奇物語 (第二季)》各集列表 来自互联网电影数据库